# Берген-ан-дер-Думме
Берген-ан-дер-Думме (нем. Bergen an der Dumme) — община в Германии, в земле Нижняя Саксония.
Входит в состав района Люхов-Данненберг. Подчиняется управлению Люхов (Вендланд). Население составляет 1508 человек (на 31 декабря 2010 года). Занимает площадь 25,48 км².
Коммуна подразделяется на 8 сельских округов.